# Marek Janowski
Marek Janowski (født 18. februar 1939) er en polsk dirigent. Han er født i i Warszawa, men voksede op i Wuppertal i Tyskland, efter at hans mor rejste dertil ved begyndelsen på Anden Verdenskrig for at være sammen med sine forældre. Hans far forsvandt i Polen under krigen.
Janowski har fungeret som musikdirektør i Freiburg og på operaen i Dortmund fra 1973 til 1979. Han har også været dirigent for Gürzenich Orchestra i Köln fra 1986 til 1990. Fra 2000 til 2009 var Janowski chefdirigent for Orchestre Philharmonique de Monte-Carlo. Siden 2002 har han været chefdirigent for Berlin Radiosymfoniker, som han har en kontrakt på livstid med. Fra og med sæsonen 2005-2006 har Janowski været kunstnerisk chef og musikchef for Orchestre de la Suisse Romande (OSR), i første omgang for fem år. I september 2008 blev hans kontrakt med OSR forlænget til 2015.
I USA har han siden 2005 tjent som en af dirigenterne i et "triumvirat" for Pittsburgh Symphony Orchestra (PSO) sammen med Sir Andrew Davis og Yan Pascal Tortelier, der fungerer som kunstnerisk vejleder for orkestret i mangel af en enkelt musikdirektør. Denne ordning ophørte i 2008 efter at Manfred Honeck tiltrådte som musikdirektør. Janowski har indspillet Johannes Brahms' symfonier med PSO.
Janowski har indspillet Richard Wagners Der Ring des Nibelungen for RCA.